# Mateusz Didenkow
Mateusz Didenkow (né le 22 avril 1987 à Gdynia) est un athlète polonais, spécialiste du saut à la perche.

## Carrière
Il se classe 6e des Championnats d'Europe juniors 2005, 4e des Championnats du monde juniors 2006 et 9e des Championnats d'Europe espoirs 2007.
En 2011, Mateusz Didenkow remporte la médaille d'argent aux Universiade de Shenzhen. Devancé par son compatriote Łukasz Michalski, et terminant à égalité avec le Russe Aleksandr Gripich, il améliore de cinq centimètres son record personnel en franchissant une barre à 5,75 m.

### Palmarès
| Date | Compétition                   | Lieu      | Résultat | Marque |
| ---- | ----------------------------- | --------- | -------- | ------ |
| 2006 | Championnats du monde juniors | Pékin     | 4e       | 5,30 m |
| 2010 | Championnats d'Europe         | Barcelone | 11e      | 5,50 m |
| 2011 | Universiade                   | Shenzhen  | 2e       | 5,75 m |
| 2011 | Championnats du monde         | Daegu     | 7e       | 5,75 m |

### Records
| Épreuve                     | Performance | Lieu           | Date            |
| --------------------------- | ----------- | -------------- | --------------- |
| Saut à la perche            | 5,75 m      | Shenzhen       | 20 août 2011    |
| Saut à la perche            | 5,75 m      | Daegu          | 29 août 2011    |
| Saut à la perche (en salle) | 5,61 m      | Bad Oeynhausen | 28 février 2009 |